# Seménivka (Podilsk)
Seménivka  (ucraniano: Семенівка) es una localidad del raión de Podilsk en la óblast de Odesa de Ucrania. Según el censo de 2001, tiene una población de 183 habitantes.